# 向原寺
向原寺（こうげんじ）は、奈良県高市郡明日香村にある浄土真宗本願寺派の寺院。別名広厳寺。本尊は阿弥陀如来。境内地は百済から日本へ献上された仏像を蘇我稲目が祀った「向原の家（むくはらのいへ）」の故地とされ、7世紀には推古天皇の豊浦宮や日本最古の尼寺である豊浦寺が営まれた。

## 歴史

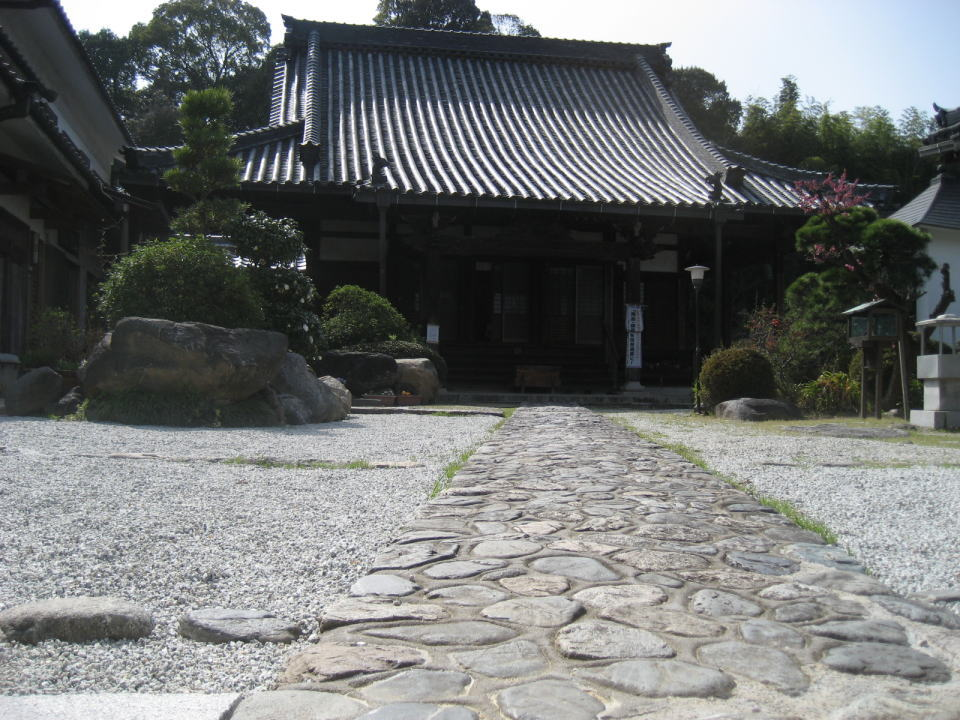
本堂

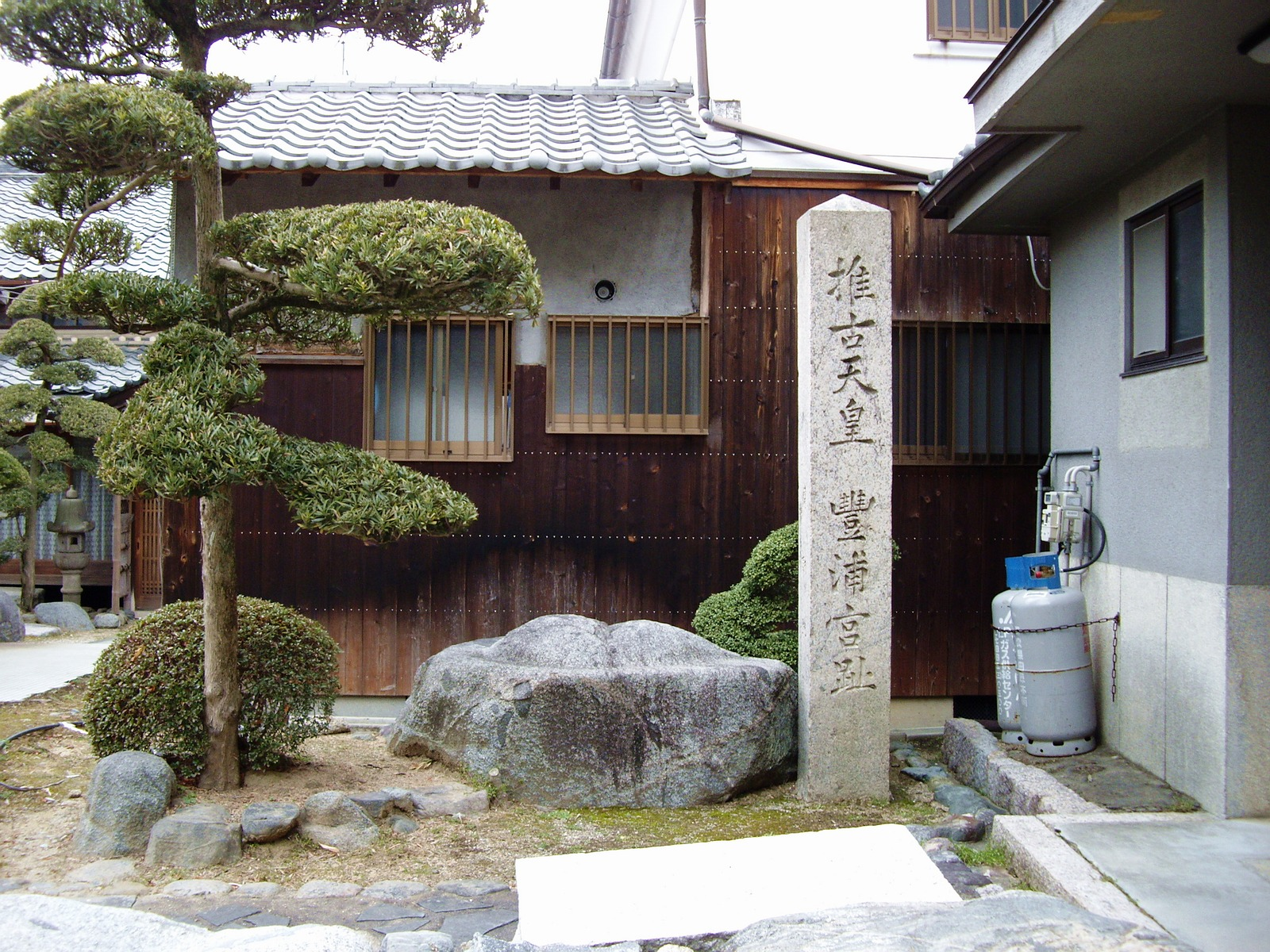
向原寺南方の民家前にある「豊浦宮址」石標と豊浦寺の心礎と伝える石

『日本書紀』欽明天皇13年（552年）10月条の仏教初伝の記事によれば、この年、百済の聖王（聖明王）から献上された仏像を、蘇我稲目が小墾田の家に安置し、その後向原の家を浄（きよ）め捨（から）ひて寺とした。その後、国内に疫病が流行したため、排仏派の物部尾輿と中臣鎌子はこれを外国の神である仏像を祀ったことに対する日本の神の怒りであるとして、仏像を難波 (なにわ) の堀江に捨て、伽藍を焼き払ってしまった。『元興寺縁起』にも同様の話があるが、同縁起では仏教初伝を戊午年（538年）のこととし、向原を「牟久原」と表記している。
『元興寺縁起』によれば、乙巳年（585年）、止由良佐岐（とゆらさき、豊浦先）に刹柱（仏塔の心柱）を建てたとあり、癸丑年（593年）に等由良（とゆら）の宮を寺として等由良寺と称したという。ただし、『日本書紀』では推古天皇が豊浦宮から小墾田宮に移ったのは同天皇11年（603年）のこととしている。『聖徳太子伝暦』『扶桑略記』には舒明天皇6年（634年）に豊浦寺の塔の心柱を建てたとあり、福山敏男は豊浦寺の創建は舒明朝であるとしている。ただし、『書紀』における「豊浦寺」の初見は舒明即位前紀（628年）で、山背大兄王が叔父（蘇我蝦夷）の病気見舞いのために「京へ向かい豊浦寺に滞在した」（向京而居豊浦寺）とある。
『書紀』によれば朱鳥元年（686年）12月、亡き天武天皇のために豊浦寺を含む5か寺で無遮大会（かぎりなきおがみ）という法会が行われており（他の4か寺は大官大寺、飛鳥寺、川原寺、坂田寺）、この頃には豊浦寺の寺観が整っていたとみられる。『書紀』の当該記事には「小墾田豊浦」と表記されている。
現在の向原寺周辺には豊浦寺の遺構が残っており、1957年以降発掘調査が実施されて、塔、金堂、講堂の跡が検出されているが、寺跡には民家等が建て込んでおり、伽藍の全容の解明は今後の課題である。1985年の発掘調査では、現向原寺境内から豊浦寺講堂跡と推定される版築の基壇が検出され、この基壇の下層には石敷と掘立柱建物の跡が確認され、豊浦宮の跡に豊浦寺が建立されたとする『元興寺縁起』の説が裏付けられた。出土瓦の編年から、豊浦寺講堂は7世紀第2四半期の建立と推定され、その下層の掘立柱建物はそれ以前の建立となる。講堂の平面規模は30×15メートル以上とみられる。向原寺のすぐ南、集会所のあたりにも建物跡があり、これが金堂跡と推定される。1993年の調査では乱石積の基壇とこれに伴う石敷が検出され、堂の平面規模は17×14メートルである。金堂跡のさらに南の小字「コンドウ」では1957年の調査で塔跡とみられる14メートル四方の基壇と礎石が検出されている。ただし、塔跡の基壇は前述の金堂跡・講堂跡の基壇とは方位がずれており、伽藍全体がどのような構成であったかは未解明である。

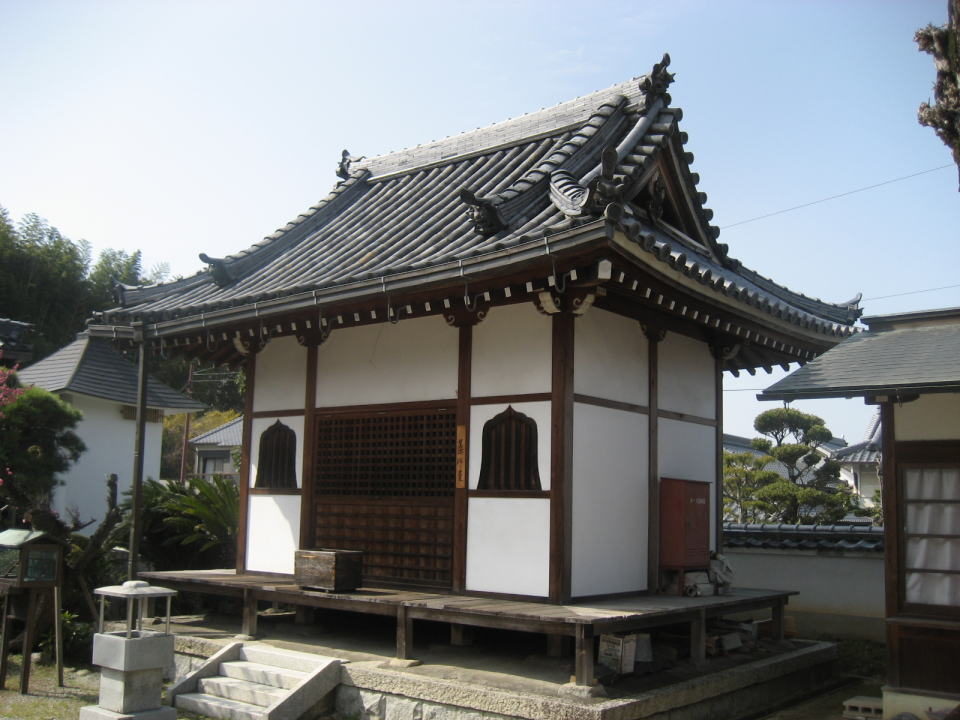
薬師堂
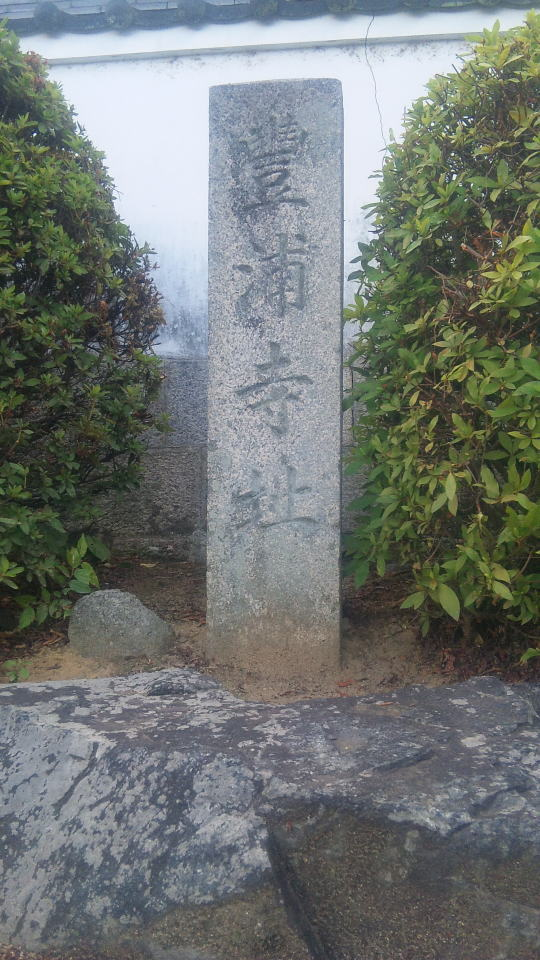
豊浦寺跡石標
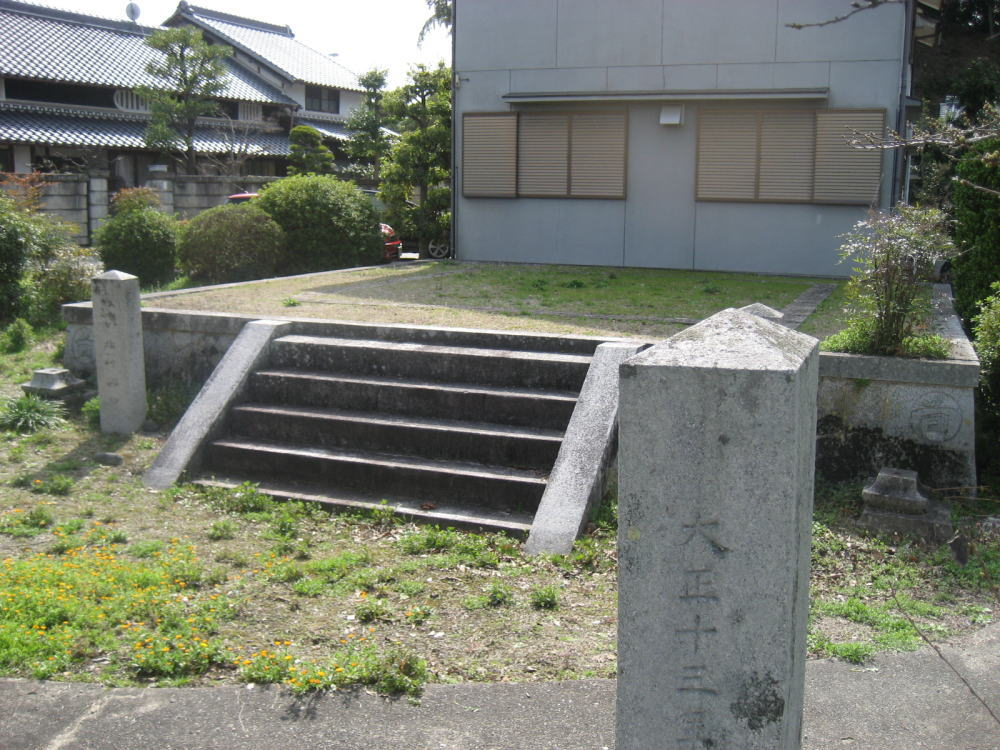
基壇跡

## 寺宝
- 金銅観音菩薩立像：明和9年（1772年）近くの難波池で頭部が発見され、体部と光背が補作される。昭和49年（1974年）盗難される。平成22年（2010年）、オークションに出品されていたところを見つけ寺が買い戻した[4]。

## 参考資料
- 黒崎直『飛鳥の宮と寺』（日本史リブレット71）、山川出版社、2007
- 田村圓澄『飛鳥・白鳳仏教史』、吉川弘文館、1994
- 小澤毅「豊浦寺の調査 第133 - 9次」、『奈良文化財研究所紀要2005』、2005
- 『日本歴史地名大系 奈良県の地名』、平凡社、1981
- 鈴木喜博「三十六年ぶりに戻った向原寺（旧豊浦寺）の金銅観音菩薩像について」